# Angelo de Mojana di Cologna
Fra' Angelo de Mojana di Cologna (Milano, 13 agosto 1905 – Roma, 18 gennaio 1988) è stato un religioso italiano, 77º Principe e Gran maestro del Sovrano militare ordine di Malta dal 1962 al 1988.

## Gran magistero
Dopo la morte del Principe Gran Maestro del Sovrano Militare Ordine di Malta Ludovico Chigi Albani della Rovere nel 1951 si aprì un periodo in cui l'Ordine difese la sua indipendenza davanti alla Santa Sede per cui solo dopo che nel 1961-1962 papa Giovanni XXIII garantì la sovranità  dell'Ordine si poté procedere all'elezione canonica di un Gran Maestro. Tale riconoscimento fu possibile anche grazie all'efficace operato del luogotenente (in carica dal 1955 allo stesso 1962) Ernesto Paternò Castello di Carcaci che riuscì a vedere il riconoscimento della piena sovranità dell'Ordine sia dal Vaticano che da altri Stati e ad avviare una serie di riforme interne.
Proprio Paternò Castello di Carcaci sembrava essere il più probabile candidato a nuovo Gran Maestro ma molti cavalieri preferirono appunto fra' Angelo perché più gradito al Vaticano anche perché nipote del cardinale Giovanni Battista Nasalli Rocca di Corneliano.
Durante il suo Gran magistero, durato oltre un quarto di secolo (1962-1988), il Sovrano militare ordine di Malta ha continuato ad incrementare la propria presenza nel mondo al servizio dei sofferenti e dei poveri. A fra' Angelo de Mojana si deve in particolare il rafforzamento dell'Ordine al suo interno e l'intensificazione dei suoi rapporti diplomatici. Ultimo tra i sovrani contemporanei, venne insignito nel 1987 da papa Giovanni Paolo II dell'Ordine Supremo del Cristo, la massima onorificenza della Santa Sede. È stato anche l'ultimo cittadino milanese in ordine di tempo a ricevere il Toson d'oro, onorificenza assegnatagli da Ottone d'Asburgo il 30 novembre 1972.